# Phyllophaga magnicornis
Phyllophaga magnicornis är en skalbaggsart som beskrevs av Moser 1921. Phyllophaga magnicornis ingår i släktet Phyllophaga och familjen Melolonthidae. Inga underarter finns listade i Catalogue of Life.